# تتسویا موراکامی
تتسویا موراکامی (انگلیسی: Tetsuya Murakami؛ زادهٔ ۲۴ سپتامبر ۱۹۸۱) بازیکن فوتبال اهل ژاپن است که در تیم ملی فوتسال ژاپن بازی کرده‌است.